# 매디슨 코손

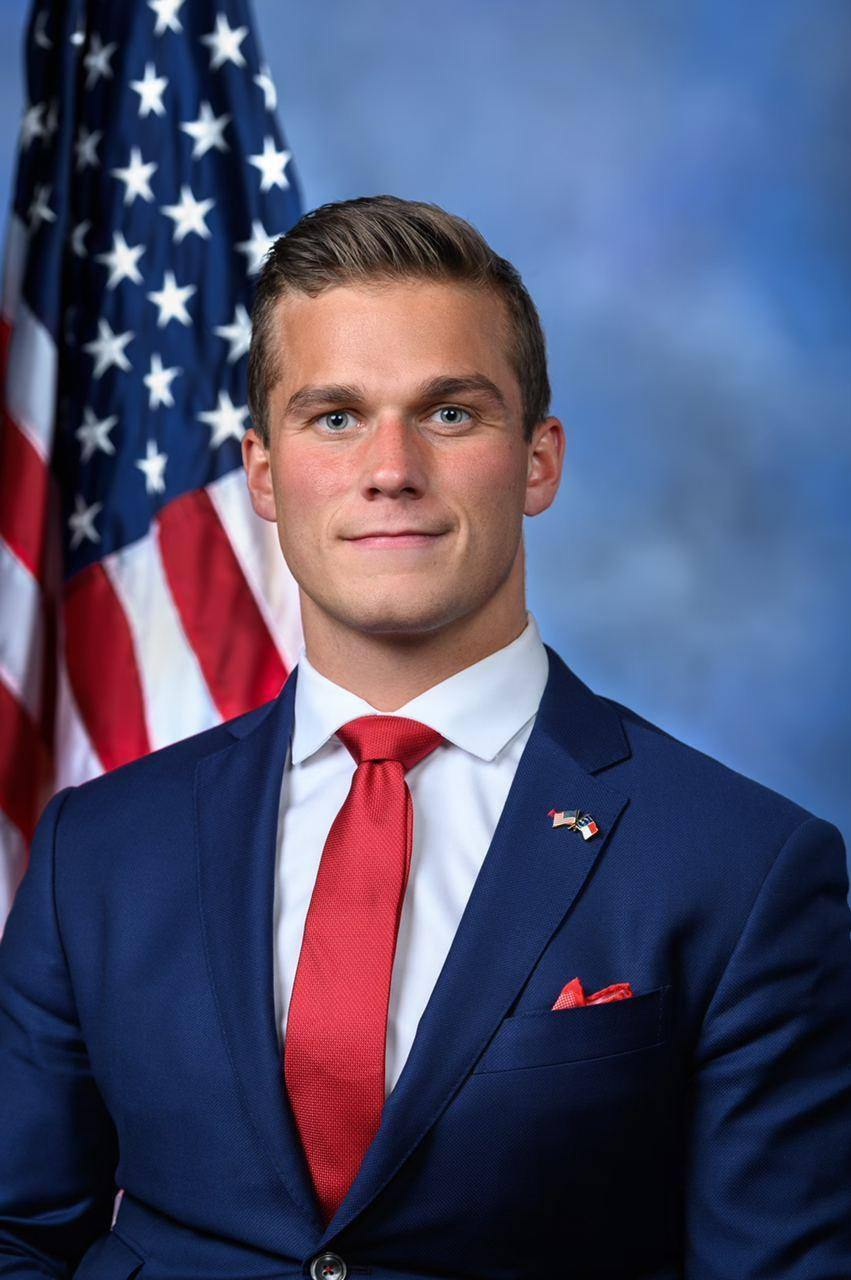
다비드 매디슨 코손

다비드 매디슨 코손(영어: David Madison Cawthorn, 1995년 8월 1일~ )은 미국의 정치인이다. 그는 공화당 소속이자, 미국 최초의 1990년대생 하원의원이다. 2021년 1월 3일부터 2023년 1월 3일까지 노스캐롤라이나주 11번 선거구 제117대 하원의원에 역임했다. 그는 2022년 선거에 재선을 도전했으나 경선에서 2위를 하여 탈락하였다.

## 역대 선거 결과
| 선거명      | 직책명                               | 대수  | 정당   | 득표율 | 득표수    | 결과 | 당락                           |
| ----------- | ------------------------------------ | ----- | ------ | ------ | --------- | ---- | ------------------------------ |
| 2020년 선거 | 하원의원 (노스캐롤라이나 제11선거구) | 117대 | 공화당 | 54.50% | 245,351표 | 1위  | 노스캐롤라이나주 하원의원 당선 |